# MWIG40
Der mWIG40 ist ein Aktienindex  der Warschauer Wertpapierbörse, der 40 mittelständische Unternehmen umfasst, die an der WSE Main List notiert sind. Der mWIG40 Index ist Nachfolger des MIDWIG Index und wird seit dem 31. Dezember 1997 berechnet. Der Anfangswert des Index betrug 1000 Punkte. Er ist ein Preisindex und berücksichtigt bei seiner Berechnung nur die Kurse der zugrunde liegenden Aktien, während Dividendenerträge nicht enthalten sind. Der mWIG40-Index schließt WIG20- und sWIG80-Indexteilnehmer sowie ausländische Unternehmen aus, die an der GPW und anderen Märkten notiert sind und deren Marktkapitalisierung zum Ranking-Datum über 1 Mrd. € liegt. Das grundlegende Klassifizierungskriterium ist die Anzahl und der Wert der Aktien im Streubesitz. Die Benennung der Teilnehmer an den mWIG40-Indizes erfolgt auf der Grundlage von Daten am dritten Freitag im März als jährliche Revision und am dritten Freitag im Juni, September, Dezember als vierteljährliche Korrekturen.

## Zusammensetzung
Der MWig40 setzte sich am 25. März 2025 aus folgenden Unternehmen zusammen: 
| Name                       | Branchensektor                | Hauptsitz           | Gewichtung (%) |  |
| -------------------------- | ----------------------------- | ------------------- | -------------- |  |
| ING Bank Śląski            | Finanzen                      | Kattowitz           | 10,5           |  |
| Bank Millenium             | Finanzen                      | Warschau            | 9,222          |  |
| Asseco                     | Software                      | Rzeszów             | 8.873          |  |
| Benefit Systems            | Sportstudios                  | Warschau            | 6.736          |  |
| Tauron Polska Energia      | Energie                       | Kattowitz           | 5.442          |  |
| Inter Cars                 | Autoteilehändler              | Warschau            | 5.380          |  |
| XTB                        | Finanzen                      | Warschau            | 4.864          |  |
| Enea                       | Energie                       | Posen               | 4.223          |  |
| Cyfrowy Polsat             | Telekommunikation             | Warschau            | 4.215          |  |
| Bank Handlowy              | Finanzen                      | Warschau            | 4.134          |  |
| Develia                    | Immobilien                    | Breslau             | 3.302          |  |
| Dom Development            | Wohnbauunternehmen            | Warschau            | 2.397          |  |
| Rainbow Tours              | Reiseveranstalter             | Łódź                | 1.707          |  |
| Neuca                      | Pharmagroß- und Einzelhändler | Toruń               | 1.564          |  |
| Wirtualna Polska           | Medien                        | Warschau            | 1.542          |  |
| Jastrzębska Spółka Węglowa | Bergbau                       | Jastrzębie-Zdrój    | 1.508          |  |
| AB (Unternehmen)           | Einzelhandel                  | Magnice             | 1.502          |  |
| Polenergia                 | Energie                       | Warschau            | 1.489          |  |
| Auto Partner               | Großhändler für Autoteile     | Bieruń              | 1.480          |  |
| Grupa Pracuj               | Personalvermittlung           | Warschau            | 1.417          |  |
| GPW                        | Warschauer Börse              | Warschau            | 1.375          |  |
| Newag                      | Schienenfahrzeug-Hersteller   | Nowy Sącz           | 1.367          |  |
| Cyber Folks                | Hosting                       | Posen               | 1.190          |  |
| Synektik (Unternehmen)     | Gesundheitswesen              | Warschau            | 1.188          |  |
| AmRest Holdings            | Gastronomie                   | Madrid              | 1.160          |  |
| Grupa Azoty                | Chemie                        | Tarnów              | 1.125          |  |
| Mirbud                     | Bauwirtschaft                 | Skierniewice        | 1.065          |  |
| Mo-BRUK                    | Abfallentsorgung              | Niecwi              | 1.018          |  |
| Voxel (Unternehmen)        | Gesundheitswesen              | Krakau              | 1.105          |  |
| Vercom                     | Software                      | Posen               | 0.949          |  |
| Asbis                      | Informationstechnik           | Limassol            | 0.928          |  |
| Text                       | Software                      | Breslau             | 0.916          |  |
| Grenevia                   | Maschinenbau                  | Kattowitz           | 0.841          |  |
| Celon Pharma               | Pharma                        | Gmina Łomianki      | 0.729          |  |
| Eurocash                   | Einzelhandel                  | Komorniki           | 0.721          |  |
| Lubawa                     | Spezialtextilienhersteller    | Ostrów Wielkopolski | 0.708          |  |
| Selvita                    | Pharma                        | Krakau              | 0.677          |  |
| Huuuge.Inc                 | Computerspiele                | Dover (USA)         | 0.603          |  |
| 11 Bit Studios             | Computerspiele                | Warschau            | 0.503          |  |
| Ten Square Games           | Computerspiele                | Breslau             | 0.407          |  |